# M'batto
M'batto är en underprefektur i Elfenbenskusten. Den ligger i departementet med samma namn, i den sydöstra delen av landet, 100 km öster om huvudstaden Yamoussoukro.